# Мери Монтагю
Мери Уъртли Монтагю (на английски: Mary Wortley Montagu) е английска аристократка и писателка.
Най-известна е с публикуваните и писма от пътуването и из Османската империя и за въвеждането на инокулация срещу едра шарка в Англия, по примера на примитивната форма на ваксинация, която се прилага по това време в европейската част на Турция при мюсюлманското и християнското население.

## Пътешествие до Истанбул (1717-1718)
На 7 април 1716 съпругът на Мери, Едуард Уъртли Монтагю, е назначен за посланик на Англия в Османската империя със задача да посредничи между Австрийската и Османската империя за сключването на мирен договор. Мери и тригодишният ѝ син придружават посланика при неговото пътуване през Виена, Белград, София, Пловдив до Одрин, където е разположен дворът на султана. В края на 1717 г. посланикът е уволнен, но семейството остава в Цариград до 1718 г.
Писмата, които Мери Монтагю пише по време на пътуването, биват публикувани след кончината ѝ и добиват широка популярност.